# Boxweltmeisterschaften der Frauen 2014
Die 8. Amateur-Boxweltmeisterschaften der Frauen fanden in der Zeit vom 16. bis 24. November 2014 in Jeju-si, Südkorea statt. Sie waren ursprünglich für den Zeitraum von September bis Oktober 2014 in Edmonton, Kanada, geplant. Nachdem der kanadische Boxverband jedoch keine Veranstaltungsort in Edmonton finden konnte, der zu diesem Zeitpunkt zur Verfügung stand, verzichtete er auf die Ausrichtung. Infolgedessen wurde die Weltmeisterschaft nach Jeju vergeben, wo die Wettkämpfe in der Halla Gymnasium stattfanden. Es nahmen 280 Boxerinnen aus 67 Nationen teil.

## Medaillengewinnerinnen
| Gewichtsklasse                       | Gold                                | Silber                          | Bronze                                                    |
| ------------------------------------ | ----------------------------------- | ------------------------------- | --------------------------------------------------------- |
| Halbfliegengewicht (– 48 Kilogramm)  | Nasym Qysaibai Kasachstan           | Sarjubala Shamjetsabam Indien   | Chuthamat Raksat Thailand Madoka Wada Japan               |
| Fliegengewicht (– 51 Kilogramm)      | Marlen Esparza Vereinigte Staaten   | Lisa Whiteside England          | Terry Gordini Italien Cleila Costa Brasilien              |
| Bantamgewicht (– 54 Kilogramm)       | Stanimira Petrowa Bulgarien         | Marzia Davide Italien           | Ayşe Taş Türkei Jelena Saweljewa Russland                 |
| Federgewicht (– 57 Kilogramm)        | Sinaida Dobrynina Russland          | Nesthy Petecio Philippinen      | Tiara Brown Vereinigte Staaten Alessia Mesiano Italien    |
| Leichtgewicht (– 60 Kilogramm)       | Katie Taylor Irland                 | Yana Alexeyevna Aserbaidschan   | Yin Junhua Volksrepublik China Estelle Mossely Frankreich |
| Leichtweltergewicht (– 64 Kilogramm) | Anastassija Beljakowa Russland      | Sandy Ryan England              | Shim Hee-Jung Südkorea Supaporn Srisondee Thailand        |
| Weltergewicht (– 69 Kilogramm)       | Atheyna Bylon Panama                | Saadat Abdulayeva Russland      | Yelena Vıstropova Aserbaidschan Erika Guerrier Frankreich |
| Mittelgewicht (– 75 Kilogramm)       | Claressa Shields Vereinigte Staaten | Li Qian Volksrepublik China     | Nouchka Fontijn Niederlande Ariane Fortin Kanada          |
| Halbschwergewicht (– 81 Kilogramm)   | Yang Xiaoli Volksrepublik China     | Sweety Boora Indien             | Anastasia Chernokolenko Ukraine Elif Güneri Türkei        |
| Schwergewicht (+ 81 Kilogramm)       | Senfira Magomedalijewa Russland     | Lyazzat Kungenbayeva Kasachstan | Wang Shijin Volksrepublik China Emine Bozduman Türkei     |

## Quelle
- Wettkampfresultate auf strefa.pl